# Abid Sadykow
Abid Sadykowicz Sadykow (ros. Аби́д Сады́кович Сады́ков; ur. 15 listopada 1913 w Taszkencie, zm. 21 lipca 1987 tamże) – radziecki chemik i polityk narodowości uzbeckiej, Bohater Pracy Socjalistycznej (1973).

## Życiorys
Po ukończeniu szkoły 1932–1937 studiował na Wydziale Chemii Środkowoazjatyckiego Uniwersytetu Państwowego w Taszkencie, a 1937–1939 był jego wykładowcą, 1939–1941 wykładał na Uzbeckim Uniwersytecie Państwowym w Samarkandzie. Od 1941 ponownie wykładowca Środkowoazjatyckiego Uniwersytetu Państwowego w Taszkencie, 1956–1958 kierownik katedry, od 1956 kierownik laboratorium chemii bawełnic Akademii Nauk Uzbeckiej SRR, od marca 1958 do kwietnia 1966 rektor Uniwersytetu Taszkenckiego im. Lenina. Od 1946 w WKP(b), doktor nauk chemicznych, od 1947 profesor, od 1947 akademik Akademii Nauk Uzbeckiej SRR. Od 1 lipca 1966 członek korespondent Akademii Nauk ZSRR ds. Wydziału Chemii Ogólnej i Technicznej, od 28 listopada 1972 akademik Akademii Nauk ZSRR ds. Wydziału Chemii Ogólnej i Technicznej (chemia organiczna). Jeden z organizatorów nauki chemicznej w Uzbekistanie. Od 22 marca 1963 do 13 kwietnia 1967 przewodniczący Rady Najwyższej Uzbeckiej SRR, 1966–1984 prezydent Akademii Nauk Uzbeckiej SRR. Deputowany do Rady Najwyższej ZSRR od 7 do 11 kadencji (1966–1989).

## Odznaczenia
- Medal Sierp i Młot Bohatera Pracy Socjalistycznej (16 listopada 1973)
- Order Lenina (czterokrotnie)
- Order Rewolucji Październikowej
- Order Czerwonego Sztandaru Pracy
- Order „Znak Honoru”

I medale.